# Chapelle des Pénitents de la Miséricorde
La chapelle des Pénitents de la Miséricorde est une ancienne chapelle catholique de la ville de Lyon, en France.

## Histoire
La chapelle est édifiée en 1625 par César Laure, riche teinturier de Lyon. Elle se situait dans la cour du monastère des Grands Carmes au bout de la rue des Augustins (au niveau de l'actuel 2 place Tobie-Robatel).. Cette chapelle était le siège de la confrérie du même nom dont le but est de secourir les prisonniers, d'accompagner les condamnés jusqu'à leur lieu d'exécution et de leur donner une sépulture religieuse,.
Transformée en magasin à fourrage en 1792, elle est vendue avec le couvent le 7 juin 1793. Elle est transformée en entrepôt de marchandises, puis elle est détruite en 1836.